# Agapito di Costantinopoli
Agàpito di Costantinopoli (Costantinopoli, VI secolo – ...) è stato un religioso bizantino.
Diacono di Santa Sofia, fu autore della Scheda regia, esposizione dei doveri dell'imperatore.

## Edizioni
- Agapito diacono, Scheda regia, a cura di Francesca Iadevaia, Messina, EDAS, 1995, ISBN 88-7820-104-9, SBN PAL0115779.